# Álex Moreno
Alexandre „Álex“ Moreno Lopera (* 8. Juni 1993 in Sant Sadurní d’Anoia) ist ein spanischer Fußballspieler. Der linke Außenverteidiger steht beim englischen Premier-League-Verein Aston Villa unter Vertrag und ist aktuell an den Ligarivalen Nottingham Forest ausgeliehen.

## Karriere
Der in Sant Sadurní d’Anoia, Katalonien geborene Álex Moreno entstammt der Jugendabteilung des FC Vilafranca. Für die erste Mannschaft Vilafrancas absolvierte er einen Einsatz in der vierthöchsten spanischen Spielklasse und schloss sich im April 2011 dem FC Barcelona an, wo er jedoch nur bei der U18-Mannschaft zu Einsatzzeit kam. Dort war er Stammspieler und wurde dennoch am Ende der Saison 2011/12 wurde freigegeben, woraufhin er beim Drittligisten UE Llagostera einen Vertrag unterzeichnete. Dort stieg er im Dezember 2012 zum Stammspieler auf und erzielte am 6. Januar 2013 (21. Spieltag) beim 3:2-Heimsieg gegen Atlético Baleares sein erstes Tor im Profifußball. Die Spielzeit 2012/13 beendete er mit 27 Ligaeinsätzen, in denen er zwei Treffer erzielte.
Am 4. Juli 2013 wechselte Moreno zum Zweitligisten RCD Mallorca, welche in der Saison zuvor aus der Primera División abgestiegen waren. Sein Debüt gab er am 18. August 2013 (1. Spieltag) bei der 0:4-Auswärtsniederlage gegen den CE Sabadell, als er in der 74. Spielminute für Josep Lluís Martí eingewechselt wurde. Er entwickelte bei den Balearen zur Stammkraft am linken Flügel. Am 4. Januar (20. Spieltag) erzielte er beim 2:2-Unentschieden gegen die UD Las Palmas sein erstes Tor für den RCD Mallorca. In der Spielzeit 2013/14 bestritt er 31 Ligaspiele, in denen er zwei Mal traf. Er entging mit den Bermellones einem weiteren Abstieg knapp.
Am 15. Juli 2014 unterzeichnete Álex Moreno einen Vierjahresvertrag beim Erstligisten Rayo Vallecano. Sein Debüt in der höchsten spanischen Spielklasse bestritt er am 14. September 2014 bei der 2:3-Heimniederlage gegen den FC Elche, als er in der 84. Spielminute für Leo Baptistão eingewechselt wurde. Álex Moreno wurde in der Saison 2014/15 nur unregelmäßig eingesetzt und blieb in elf Ligaeinsätzen ohne Torerfolg.
Um Spielpraxis zu sammeln, wechselte Moreno am 13. August 2015 für die gesamte Spielzeit 2015/16 zum Erstliga-Absteiger FC Elche. Dort war er seit seiner Ankunft Stammkraft am linken Flügel. Am 16. Januar 2016 (21. Spieltag) erzielte er beim 2:0-Heimsieg gegen die AD Alcorcón sein erstes Saisontor für die Franjiverdes. Er beendete die Saison mit 40 Ligaeinsätzen, in denen ihm zwei Tore und vier Vorlagen gelangen und kehrte nach Ablauf der Leihe wieder nach Madrid zurück.
Dort – Rayo Vallecano war in Morenos Abwesenheit in die Segunda División abgestiegen – etablierte er sich in der Saison 2016/17 zum Stammspieler. Am 11. September 2016 (4. Spieltag) traf er beim 1:0-Heimsieg gegen seinen ehemaligen Arbeitgeber RCD Mallorca erstmals im Trikot der Franjirrojos. Im Februar 2017 lief Moreno erstmals auf der Position des linken Außenverteidigers auf und tat dies anschließend regelmäßig bis zum Ende der Spielzeit, in der ihm vier Tore und genauso vielen Vorlagen in 37 Ligaspielen gelangen.
Auf dieser neuen Position spielte er auch die gesamte Saison 2017/18 über und entwickelte sich zur unumstrittenen Stammkraft unter Cheftrainer Míchel. Er verpasste nur zwei der 42 Ligaspiele und sammelte drei Tore sowie drei Vorlagen. Mit guten Leistungen war er ein wesentlicher Faktor der Mannschaft und trug wesentlich zum Meistertitel bei, welcher den Aufstieg in die Primera División bedeutet.
Am 11. September 2018 verlängerte er seinen Vertrag bis Sommer 2021. In der Primera División behielt er seinen Stammplatz bei und spielte auch wieder vereinzelt auf dem linken Flügel. Am 14. April 2019 (32. Spieltag) erzielte er bei der 2:3-Auswärtsniederlage gegen Athletic Bilbao sein erstes Tor in der höchsten spanischen Spielklasse. Mit Rayo Vallecano musste er in dieser Saison 2018/19 den sofortigen Wiederabstieg in die Zweitklassigkeit hinnehmen. Er kam dabei auf 36 Ligaeinsätze, in denen er ein Tor erzielte und zwei weitere Treffer vorbereitete.
Am 21. August 2019 wechselte Moreno für eine Ablösesumme in Höhe von 12 Millionen Euro zu Betis Sevilla und entging damit im Gegensatz zu Rayo Vallecano dem sportlichen Abstieg. Bei den Verdiblancos wurde er mit einem Fünfjahresvertrag ausgestattet. Am 15. September 2019 (4. Spieltag) debütierte er beim 1:1-Unentschieden gegen den FC Getafe für seinen neuen Verein. Sein erstes Tor erzielte er am 11. Januar 2020 beim 3:0-Pokalsieg gegen den Club Portugalete. Insgesamt bestritt er in dieser 2019/20 31 Ligaspiele.
Am 13. Januar 2023 wechselte er für 13 Millionen Euro zum Premier-League-Club Aston Villa und bestritt in der Rückrunde der Premier League 2022/23 neunzehn Spiele für den Tabellensiebten. In der Saison 2023/24 konnte der Spanier zwei Tore in einundzwanzig Ligapartien für seinen Verein erzielen, der am Saisonende als Vierter in die Champions League einzog. Nachdem Aston Villa auf seiner Position Ian Maatsen verpflichtet hatte, wurde Moreno im August 2024 für ein Jahr an den Ligarivalen Nottingham Forest ausgeliehen.

## Erfolge
Rayo Vallecano
- Spanischer Zweitligameister: 2018

Betis Sevilla
- Spanischer Pokalsieger: 2022